# Simon Helberg

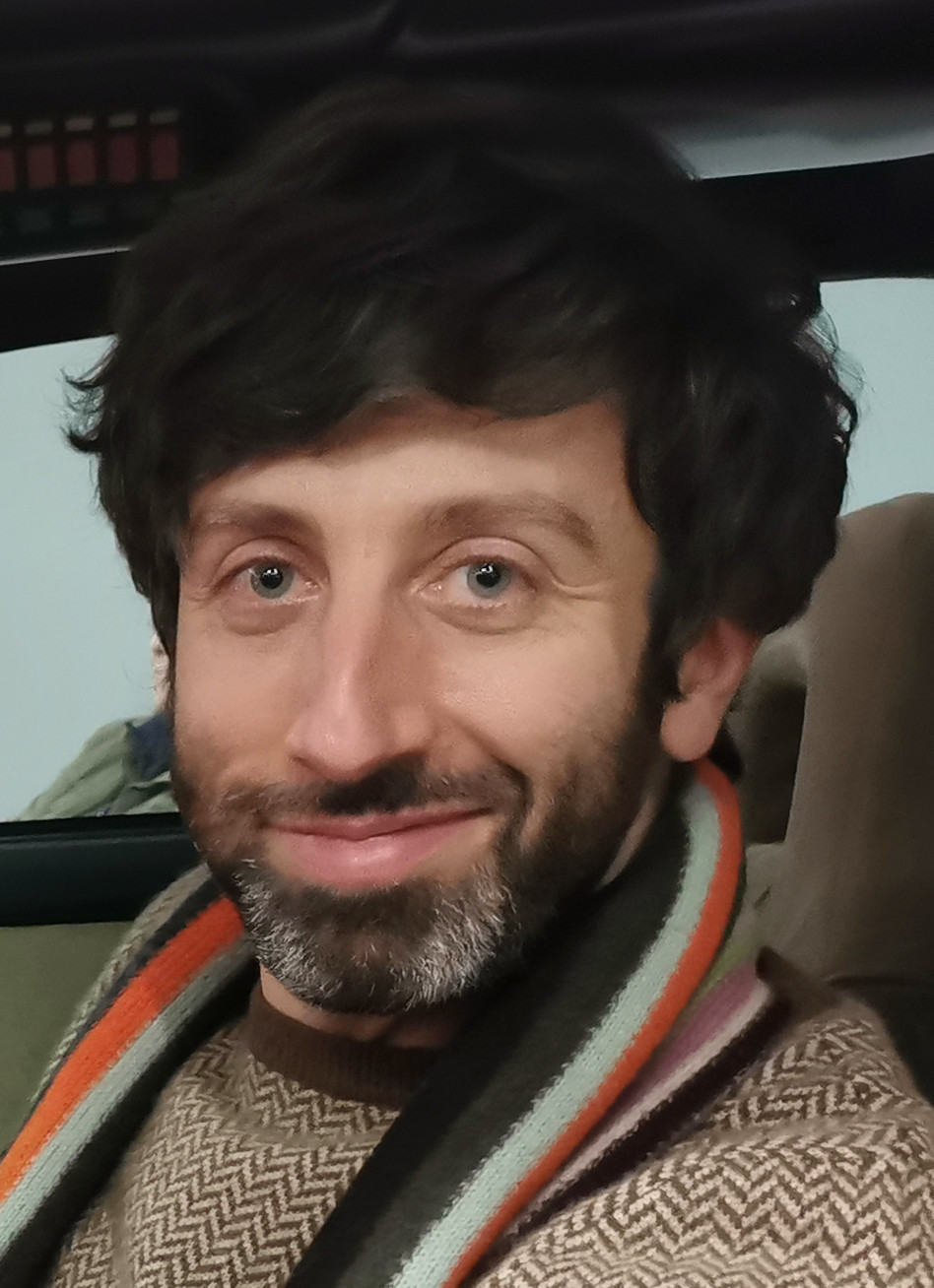
Simon Helberg bei der German Comic Con (2022)

Simon Maxwell Helberg (* 9. Dezember 1980 in Los Angeles, Kalifornien) ist ein US-amerikanischer Schauspieler und Komiker.
Internationale Bekanntheit erlangte er durch seine Rolle als Howard Wolowitz in der US-Sitcom The Big Bang Theory.

## Leben
Helbergs Vater, der im Jahr 1949 als Sandy Helberg in Frankfurt am Main geboren wurde, ist Schauspieler deutscher Herkunft. Seine Mutter, Harriet Helberg (geborene Birnbaum), ist eine Casting-Direktorin. Er wurde im jüdischen Glauben erzogen. Sein Schauspiel-Studium absolvierte er an der zur New York University gehörenden Tisch School of the Arts, wo er in der Atlantic Theater Company probte.
Im Jahr 1999 erhielt er seine erste Nebenrolle in dem Spielfilm Mumford. Es folgten weitere Nebenrollen in Kino- und Fernsehproduktionen sowie Gastauftritte in mehreren Serien, darunter in mehreren Folgen von MADtv und Studio 60 on the Sunset Strip. Ab 2007 verkörperte er eine Hauptrolle in der von CBS produzierten Sitcom The Big Bang Theory. Darin spielt er als Howard Wolowitz, der ebenfalls jüdischer Abstammung ist, die Rolle eines Nerds, wie er sie zuvor bereits in dem Film Party Animals und in der Fernsehserie Joey verkörpert hatte. Im Jahr 2013 erhielt er für seine Rolle in The Big Bang Theory den Critics’ Choice Television Award als bester Nebendarsteller in einer Comedyserie. Für seine Rolle in dieser Serie wurde er von 2012 bis 2015 außerdem gemeinsam mit dem restlichen Schauspielensemble viermal für den Screen Actors Guild Award sowie im Jahr 2010 für den Teen Choice Award (Choice TV: Male Scene Stealer) nominiert. 2016 übernahm er die Rolle des Pianisten Cosmé McMoon in Stephen Frears’ Film Florence Foster Jenkins. Dafür erhielt er im Jahr 2017 eine Golden Globe-Nominierung als bester Nebendarsteller.
Er ist seit 2007 mit der Schauspielerin Jocelyn Towne verheiratet. Die gemeinsame Tochter wurde am 8. Mai 2012 geboren, der gemeinsame Sohn am 23. April 2014.

## Filmografie (Auswahl)
Als Schauspieler
- 1999: Mumford
- 2001: Ruling Class (Fernsehfilm)
- 2002: The Funkhousers (Fernsehfilm)
- 2002: Sabrina – Total Verhext! (Sabrina the Teenage Witch, Fernsehserie, Folge 6x15)
- 2002: Party Animals – Wilder geht’s nicht! (National Lampoon’s Van Wilder)
- 2002–2003: MADtv (Fernsehserie, 5 Folgen)
- 2003: Old School – Wir lassen absolut nichts anbrennen (Old School)
- 2003: Tracey Ullman in the Trailer Tales (Fernsehfilm)
- 2003: Office Girl (Less than Perfect, Fernsehserie, Folge 2x03)
- 2004: Cinderella Story (A Cinderella Story)
- 2004: Reno 911! (Fernsehserie, 2 Folgen, verschiedene Rollen)
- 2004–2006: Joey (Fernsehserie, 4 Folgen)
- 2005: Life on a Stick (Fernsehserie, 2 Folgen)
- 2005: Unscripted (Fernsehserie)
- 2005: Arrested Development (Fernsehserie, Folge 2x16)
- 2005: Good Night, and Good Luck.
- 2006: Derek & Simon: A Bee and a Cigarette (Kurzfilm)
- 2006: The Pity Card (Kurzfilm)
- 2006: Bickford Shmeckler’s Cool Ideas
- 2006: The TV Set
- 2006: Es lebe Hollywood (For Your Consideration)
- 2006–2007: Studio 60 on the Sunset Strip (Fernsehserie, 14 Folgen)
- 2007: Careless
- 2007: Evan Allmächtig (Evan Almighty)
- 2007: Derek and Simon: The Show (Fernsehserie)
- 2007: Mama’s Boy
- 2007: Walk Hard: Die Dewey Cox Story (Walk Hard: The Dewey Cox Story)
- 2007–2019: The Big Bang Theory (Fernsehserie, 279 Folgen)
- 2008: Dr. Horrible’s Sing-Along Blog (Webserie)
- 2009: A Serious Man
- 2010: The Guild (Webserie, Folge 4x12)
- 2013: I am I
- 2013: Drunk History (Fernsehserie, 1 Folge)
- 2014: We’ll Never Have Paris
- 2016: Florence Foster Jenkins
- 2021: Annette
- 2021: Young Sheldon (Fernsehserie, Folge 5x07, Stimme)
- 2022: Zum Mars oder zu Dir? (Space Oddity)
- 2023: Poker Face (Fernsehserie, 2 Folgen)
- 2025: Night Court (Fernsehserie, 1 Folge)

Als Synchronsprecher
- 2010–2012: Kick Buttowski – Keiner kann alles (Kick Buttowski: Suburban Daredevil, 2 Folgen)
- 2011–2015: Kung Fu Panda

Als Autor und Produzent
- 2006: Derek & Simon: A Bee and a Cigarette (Kurzfilm)
- 2006: The Pity Card (Kurzfilm)
- 2007: Derek and Simon: The Show (Fernsehserie)
- 2014: We’ll Never Have Paris

Als Produzent
- 2007: This Is My Friend (Fernsehfilm)

Als Regisseur
- 2014: We’ll Never Have Paris

## Auszeichnungen und Nominierungen (Auswahl)

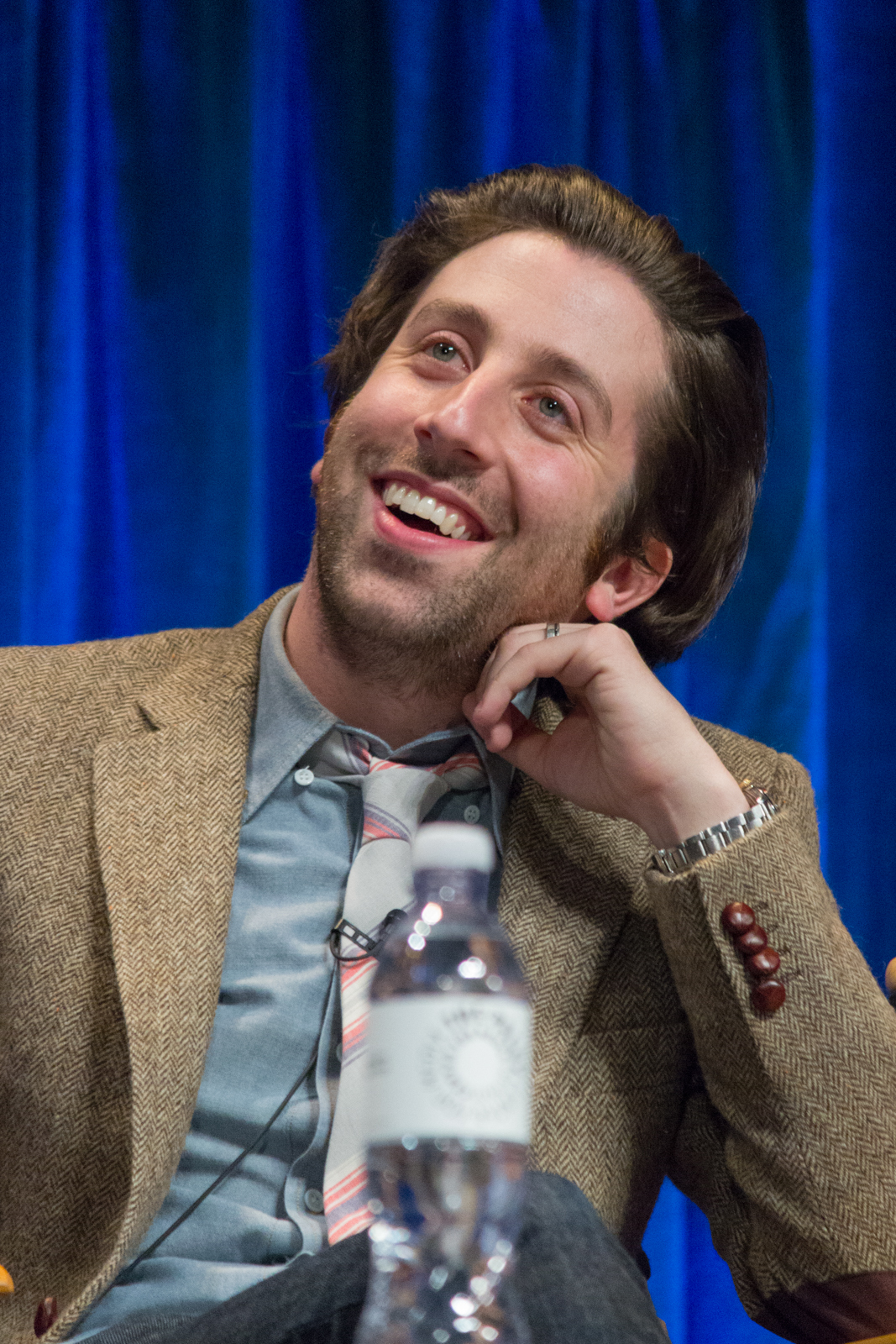
Simon Helberg, 2013

|      | Ergebnis  | Kategorie                                                             | Award                            |
| ---- | --------- | --------------------------------------------------------------------- | -------------------------------- |
| 2010 | Nominiert | Choice TV: Male Scene Stealer                                         | Teen Choice Awards               |
| 2012 | Nominiert | Outstanding Performance by an Ensemble in a Comedy Series             | Screen Actors Guild Awards       |
| 2013 | Gewonnen  | Best Supporting Actor in a Comedy Series                              | Critics’ Choice Television Award |
| 2013 | Nominiert | Outstanding Performance by an Ensemble in a Comedy Series             | Screen Actors Guild Awards       |
| 2014 | Nominiert | Favorite TV Bromance                                                  | People’s Choice Award            |
| 2014 | Nominiert | Outstanding Performance by an Ensemble in a Comedy Series             | Screen Actors Guild Awards       |
| 2015 | Nominiert | Outstanding Performance by an Ensemble in a Comedy Series             | Screen Actors Guild Awards       |
| 2015 | Nominiert | Choice TV: Chemistry                                                  | Teen Choice Awards               |
| 2016 | Nominiert | Outstanding Performance by an Ensemble in a Comedy Series             | Screen Actors Guild Awards       |
| 2017 | Nominiert | Best Performance by an Actor in a Supporting Role in a Motion Picture | Golden Globe                     |
| 2017 | Nominiert | Outstanding Performance by an Ensemble in a Comedy Series             | Screen Actors Guild Awards       |